# Exochus puncticeps
Exochus puncticeps là một loài tò vò trong họ Ichneumonidae.